# Villa Kramář
 A Villa Kramář ( tcheco : Kramářova vila) é a residência oficial do primeiro-ministro da República Tcheca. O edifício está localizado em Praga, conhecida por seu panorama do Castelo de Praga. Foi construído em 1914 pelo primeiro primeiro-ministro da Checoslováquia, Karel Kramář. Desde 1998, a vila tem sido a residência oficial do primeiro-ministro da República Checa.

## Inquilinos
- Karel Kramář (1914-1938)
- Miloš Zeman (1998-2002)
- Vladimír Špidla (2002-2004)
- Stanislav Gross (2004-2005)
- Jiří Paroubek (2005-2007)
- Mirek Topolánek (2007-2009)
- Jan Fischer (2009-2010)
- Petr Nečas (2010-2013)
- Jiří Rusnok (2013-2014)
- Bohuslav Sobotka (2014-2017)
- Andrej Babiš (2017-presente)